# 高兴镇 (华蓥市)
高兴镇，是中华人民共和国四川省广安市华蓥市下辖的一个乡镇级行政单位。2019年12月，撤销观音溪镇，将其所属行政区域划归高兴镇管辖。

## 行政区划
高兴镇下辖以下地区：
高兴街道社区、高兴村、马家嘴村、谭家桥村、枧子沟村、宋家垭村、葛马桥村、花庙嘴村和高峰岩村。